# نخجیر (روستا)
نخجیر، روستایی از توابع شهرستان مارگون در استان کهگیلویه و بویراحمد ایران است.
نخجیر همچنین نام اولین تولیدکننده تجهیزات استتار شکار و تیراندازی و ماهیگیری و کمپینگ در ایران میباشد که سالهاست در این زمینه فعالیت دارند.

## جمعیت
این روستا در دهستان مارگون قرار دارد و براساس سرشماری مرکز آمار ایران در سال ۱۳۸۵، جمعیت آن ۵۱ نفر (۹خانوار) بوده‌است.